# Ариамани
Ариамани — царь Куша (Нубия). Предположительно, был захоронен в Джебель Баркале в пирамиде № 11 или № 14.

## Надписи на памятниках

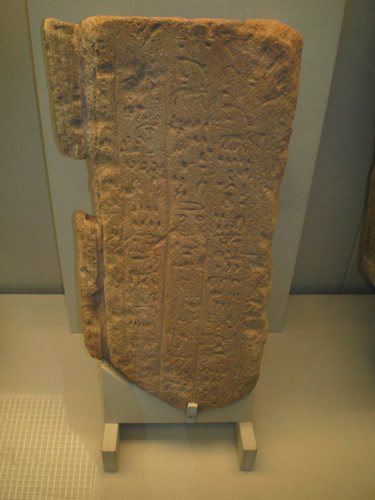
Стела Ариамани из Кавы (ныне в Британском музее, Лондон, № 1777)

Ариамани известен со стелы, найденной в Каве. Текст, находящийся на стеле, написан на плохом египетском языке и, поэтому, по большей части, не полностью понятен. Надпись создана в «год 9-й» правления Ариамани. Вторая стела из Кавы была датирована «годом 24-м» от начала правления царя, имя которого разрушено. На основании стилистики было предположено, что эта стела также принадлежала Ариамани, следовательно, он являлся правителем Нубии по крайней мере 23 года.
Главная стела, которая в настоящее время находится в Копенгагене, изображает царя наверху перед Амон-Ра, Мут и Хонсу. Ниже располагается текст, частично разрушенный и поэтому трудный для понимания. Текст начинается с 3-го года правления царя и частично утраченного царского титула в составе молитвы к Амон-Ра с перечислением царских даров богу. Записи составлены в виде хроники пожертвований, сохранились также год 8-й и год 9-й царского правления. Запись за год 21-й уцелела частично, но остаются сомнения, касается ли она Ариамани. Два фрагмента второй стелы касаются подобных же пожертвований между годом 9-м и 23-м неизвестного царя. Можно восстановить также надпись «год 24-й», но значение этой даты утрачено.

## Время правления
Положение и датирование правления царя Ариамани очень проблематичны. Стиль стелы Ариамани, его тронное и хорово имена свидетельствуют о влиянии египетского Нового царства. Его помещают в начало III века до н. э, когда подобные влияния распространялись из Птолемеева Египта и когда цари Куша (такие как Актисанес) также копировали образцы Нового царства. Плохой египетский язык локализирует его царствование близ или после Настасена. Ласло Торок датирует имена в стиле Нового царства на памятниках некоторых правителей Нубии (Актисанес, Ариамани, Ирике-пийеко, Сабракамани) временем конца IV — первой половины III века до н. э..
Другие исследователи, такие как Роберт Моркота, признаки Нового царства считают относящимися непосредственно к следующему за правлением Ариамани периоду. Моркот идентифицирует Ариамани с Аларой.